# Сибирская даруга

Карта: «Деление Уфимской провинции и Башкирии на даруги», с «Ландскарты Оренбургской губернии» Красильникова, 1755 год

Сиби́рская дару́га — административно-территоральная единица Оренбургской губернии. Включала северную и северо-восточную части губернии, бассейн рек Ай, Исеть, Миасс, Сим, Уфа и Юрюзань.

## Волости Сибирской даруги
| Башкиры Сибирской даруги                                              |                                           |
| Настоящие роды или волости                                            | Произошедшие от них тюбы и аймаки         |
| Кудейская (баш. Көҙәй) в ней 475 дворов                               | 1. Урман Кудейский (баш. Урман-Көҙәй)     |
| Кудейская (баш. Көҙәй) в ней 475 дворов                               | 2. Белекей Кудейский (баш. Бәләкәй Көҙәй) |
| Кудейская (баш. Көҙәй) в ней 475 дворов                               | 3. Кир Кудейский(баш. Ҡыр(Ялан) Көҙәй)    |
| Кудейская (баш. Көҙәй) в ней 475 дворов                               | 4. Шетань Кудейский (баш. Шайтан-Көҙәй)   |
| Кудейская (баш. Көҙәй) в ней 475 дворов                               | 5. Нагайларский (баш. Нуғай)              |
| Кудейская (баш. Көҙәй) в ней 475 дворов                               | 6. Зюббердинский                          |
| Кудейская (баш. Көҙәй) в ней 475 дворов                               | 7. Усрак Кудейский                        |
| Кудейская (баш. Көҙәй) в ней 475 дворов                               | 8. Урусба Кудейский                       |
| Кудейская (баш. Көҙәй) в ней 475 дворов                               | 9. Куллар Кудейский                       |
| Кудейская (баш. Көҙәй) в ней 475 дворов                               | 10. Дуван Кудейский (баш. Дыуан-Көҙәй)    |
| Кудейская (баш. Көҙәй) в ней 475 дворов                               | 11. Трухменский                           |
| Кудейская (баш. Көҙәй) в ней 475 дворов                               | 12. Лемяс Трухменский                     |
| Таныпская (баш. Танып) в ней 335 дворов                               | 1. Кыр Таныпский (баш. Ҡыр-Танып)         |
| Таныпская (баш. Танып) в ней 335 дворов                               | 2. Балахчинский (баш. Балыҡсы)            |
| Таныпская (баш. Танып) в ней 335 дворов                               | 3. Су Таныпский (баш. Һыу-Танып)          |
| Таныпская (баш. Танып) в ней 335 дворов                               | 4. Унларский (баш. Унлар)                 |
| Таныпская (баш. Танып) в ней 335 дворов                               | 5. Кыр Унларский (баш. Ҡыр Унлар)         |
| Таныпская (баш. Танып) в ней 335 дворов                               | 6. Су Унларский (баш. Һыу Унлар)          |
| Таныпская (баш. Танып) в ней 335 дворов                               | 7. Байкинский                             |
| Таныпская (баш. Танып) в ней 335 дворов                               | 8. Кайпанский                             |
| Таныпская (баш. Танып) в ней 335 дворов                               | 9. Укунщинский                            |
| Айлинская (баш. Айлы) в ней 113 дворов                                | 1. Аршинский                              |
| Айлинская (баш. Айлы) в ней 113 дворов                                | 2. Елан Айлинский (баш. Ялан Айлы)        |
| Айлинская (баш. Айлы) в ней 113 дворов                                | 3. Упейский (баш. Өпәй)                   |
| Айлинская (баш. Айлы) в ней 113 дворов                                | 4. Дуванский (баш. Дыуан)                 |
| Айлинская (баш. Айлы) в ней 113 дворов                                | 5. Таз Дуванский (баш. Таҙ-Дыуан)         |
| Айлинская (баш. Айлы) в ней 113 дворов                                | 6. Сызенский (баш. Һыҙғы)                 |
| Айлинская (баш. Айлы) в ней 113 дворов                                | 7. Еирлинский                             |
| Айлинская (баш. Айлы) в ней 113 дворов                                | 8. Мурзаларский (баш. Мырҙалар)           |
| Айлинская (баш. Айлы) в ней 113 дворов                                | 9. Тарнаклинский (баш. Тырнаҡлы)          |
| Айлинская (баш. Айлы) в ней 113 дворов                                | 10. Каратаулинский (баш. Ҡаратаулы)       |
| Айлинская (баш. Айлы) в ней 113 дворов                                | 11. Сартовский (баш. Һарт)                |
| Айлинская (баш. Айлы) в ней 113 дворов                                | 12. Тюбелясский                           |
| Айлинская (баш. Айлы) в ней 113 дворов                                | 13. Чублисызгинский                       |
| Куваканская (баш. Ҡыуаҡан), ведомства Исетской провинции              | 1. Елан Куваканская (баш. Ялан Ҡыуаҡан)   |
| Куваканская (баш. Ҡыуаҡан), ведомства Исетской провинции              | 2. Тау Куваканская (баш. Тау Ҡыуаҡан)     |
| Куваканская (баш. Ҡыуаҡан), ведомства Исетской провинции              | 3. Сатка Куваканская (баш. Һатҡы Ҡыуаҡан) |
| Куваканская (баш. Ҡыуаҡан), ведомства Исетской провинции              | 4. Сагит Куваканская (баш. Сәғит Ҡыуаҡан) |
| Куваканская (баш. Ҡыуаҡан), ведомства Исетской провинции              | 5. Киркули Куваканская                    |
| Барын Табынская, Кара Табынская (баш. Ҡара-Табын), Исетская провинция | 1. Аила Табынский                         |
| Барын Табынская, Кара Табынская (баш. Ҡара-Табын), Исетская провинция | 2. Кукзюрряк Табынский                    |
| Барын Табынская, Кара Табынская (баш. Ҡара-Табын), Исетская провинция | 3. Кипчак Табынский (баш. Ҡыпсаҡ-Табын)   |
| Барын Табынская, Кара Табынская (баш. Ҡара-Табын), Исетская провинция | 4. Мусуль Табынский                       |
| Барын Табынская, Кара Табынская (баш. Ҡара-Табын), Исетская провинция | 5. Акшураз Табынский                      |
| Катайская (баш. Ҡатай) за Уралом                                      | 1. Бала Катайский (баш. Бала-Ҡатай)       |
| Катайская (баш. Ҡатай) за Уралом                                      | 2. Бучкурский                             |
| Катайская (баш. Ҡатай) за Уралом                                      | 3. Синрянский (баш. Һеңрән)               |
| Катайская (баш. Ҡатай) за Уралом                                      | 4. Сызгинский (баш. Һыҙғы)                |
| Катайская (баш. Ҡатай) за Уралом                                      | 5. Баллы Катайский (баш. Баллы-Ҡатай)     |
| Катайская (баш. Ҡатай) за Уралом                                      | 6. Чирлинский                             |
| Катайская (баш. Ҡатай) за Уралом                                      | 7. Терсацкий                              |
| Катайская (баш. Ҡатай) за Уралом                                      | 8. Бекатинский                            |
| Катайская (баш. Ҡатай) за Уралом                                      | 9. Чалжаутский                            |
| Катайская (баш. Ҡатай) за Уралом                                      | 10. Сартларский                           |